# Abramów (gmina)
Abramów (do 1948 gmina Wielkie) – gmina wiejska w województwie lubelskim, w powiecie lubartowskim. Siedzibą władz gminy jest Abramów.
W latach 1975–1998 gmina była położona w województwie lubelskim.
Według danych z 30 czerwca 2004 gminę zamieszkiwało 4396 osób. Natomiast według danych z 31 grudnia 2017 roku gminę zamieszkiwało 4075 osób.

## Struktura powierzchni
Według danych z roku 2002 gmina Abramów ma obszar 84,54 km², w tym:
- użytki rolne: 86%
- użytki leśne: 9%

Gmina stanowi 6,55% powierzchni powiatu.

## Demografia

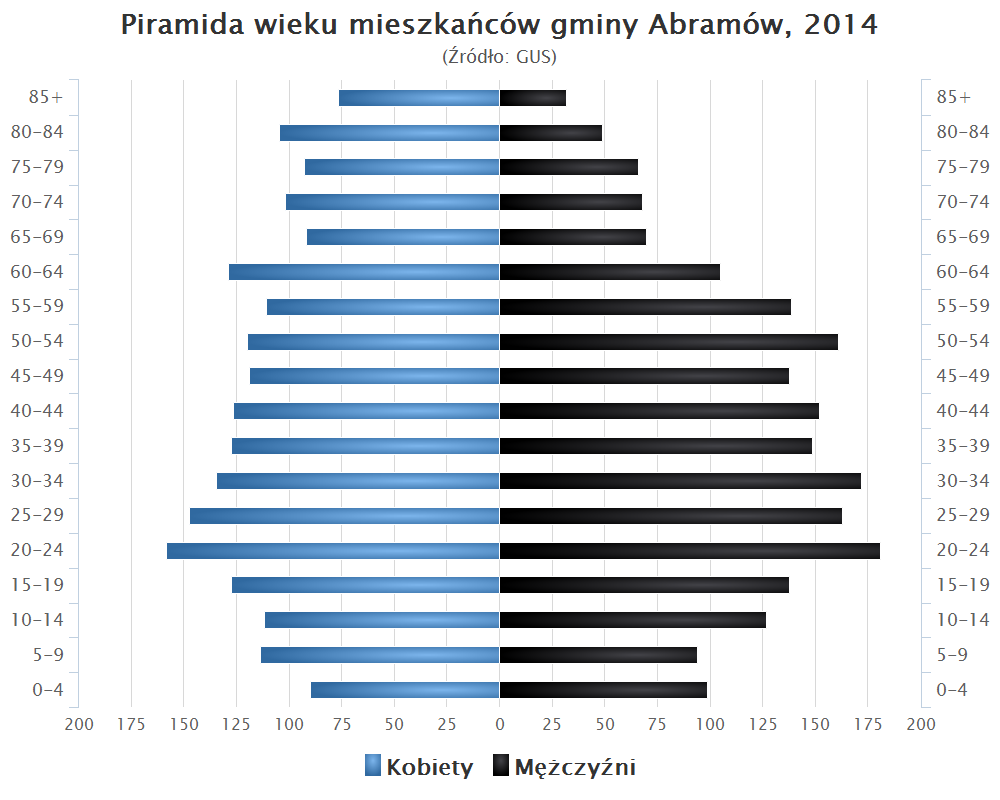
Piramida wieku mieszkańców gminy Abramów w 2014 roku

Dane z 30 czerwca 2004:
| Opis                              | Ogółem | Ogółem | Kobiety | Kobiety | Mężczyźni | Mężczyźni |
| --------------------------------- | ------ | ------ | ------- | ------- | --------- | --------- |
| Jednostka                         | osób   | %      | osób    | %       | osób      | %         |
| Populacja                         | 4396   | 100    | 2160    | 49,1    | 2236      | 50,9      |
| Gęstość zaludnienia [mieszk./km²] | 52     | 52     | 25,6    | 25,6    | 26,4      | 26,4      |

## Sołectwa
Abramów, Ciotcza, Dębiny, Glinnik, Izabelmont, Marcinów, Michałówka, Sosnówka, Wielkie, Wielkolas, Wolica.

## Sąsiednie gminy
Baranów, Garbów, Kamionka, Kurów, Markuszów, Michów, Żyrzyn.